# V. izborna jedinica za izbor zastupnika u Hrvatski sabor
V. izborna jedinica za izbor zastupnika Hrvatski sabor izborna je jedinica u Republici Hrvatskoj.
Obuhvaća:
- Cijela Vukovarsko-srijemska županija
- Cijela Brodsko-posavska županija
- Cijela Požeško-slavonska županija
- Istočni dio Sisačko-moslavačke županije:
  - gradovi i općine Hrvatska Kostajnica, Novska, Donji Kukuruzari, Hrvatska Dubica, Jasenovac, Lipovljani i Majur

## Od 1999. do 2022.
Od 1999. do  2022., obuhvaćala je Požeško-slavonsku županiju, Brodsko-posavsku županiju i Vukovarsko-srijemsku županiju, i to:
- područje Požeško-slavonske županije u cijelosti,
- područje Brodsko-posavske županije u cijelosti,
- područje Vukovarsko-srijemske županije u cijelosti.

Bila je definirana Zakonom o izbornim jedinicama za izbor zastupnika u Zastupnički dom Hrvatskoga državnog sabora od 29. listopada 1999. godine, člankom 11. Odluku o proglašenju donio je predsjednik Republike Hrvatske dr Franjo Tuđman 3. studenoga 1999. godine. Potpisnik zakona koji je donio Zastupnički dom Hrvatskoga državnog sabora je predsjednik Zastupničkog doma Vlatko Pavletić.